# Мишел Ричмънд
Мишел Ричмънд (на английски: Michelle Richmond) е американска писателка на произведения в жанра драма и психологически трилър.

## Биография и творчество
Мишел Ричмънд е родена на 12 ноември 1970 г. в Демополис, Алабама, САЩ. Израства в Мобил, Алабама. Средната от три сестри, с които прекарва ваканциите в Гатлинбург, Тенеси, и Брукхейвън, Мисисипи. Получава бакалавърска степен по журналистика и английски език от Университета на Алабама. Член-основател е на университетското студентско литературно списание. След дипломирането си работи на различни места в Юга – като копирайтър в рекламата, сдервитьорка в ресторант и рецепционист в солариум, в Ноксвил и Атланта. Докато работи пише разкази издадени през 2001 г. После се записва в програмата по творческо писане във Файетвил, Арканзас, а след година продължава в университета на Маями, откъдето получава магистърска степен. След това се премества в Ню Йорк и работи като частен учител, за кратко живее в Пекин, а през 1999 г. се премества със съпруга си в Сан Франциско. Сключват брак през 2001 г. Имат син.
Преподава в програми по творческо писане в университета в Сан Франциско, Калифорнийския колеж по изкуствата, Калифорнийския колеж „Света Мария“ в Морага, в университета „Боулинг Грийн“ и в университета „Нотр Дам де Намюр“. Оновава „Fiction Attic Press“ и „San Francisco Journal of Books“ и също така е и издател.
През 2001 г. е публикуван сборникът ѝ с разкази „The Girl in the Fall-away Dress“ (Момичето с падналата дреха). Първият ѝ роман „Dream of the Blue Room“ (Сън в синята стая) е издаден през 2003 г. и е вдъхновен от престоя ѝ в Пекин.
Романът ѝ „The Year of Fog“ (Годината на мъглата) е финалист за наградата „Ел Приз де Лектрици“ във Франция. Романът ѝ „Брачният пакт“ от 2017 г. е бестселър, преведен и публикуван на 30 езика по света.
Писателката е носителка на десетки литературни награди, сред които „Пейл Розенкранц“ за най-добър криминален роман, издаван в Дания, наградата „Труман Капоти“ за изтъкнат автор на кратки истории, наградата „Грейс пайли“ за фантастика, наградата „Хилсдейл“ за белетристика от стипендията на южните писатели и други.
Член е на изпълнителния съвет на Американската гилдия на авторите.
Мишел Ричмънд живее със семейството си в Бърлингейм, Северна Калифорния, и в Париж.

## Произведения

### Самостоятелни романи
- Dream of the Blue Room (2003)
- The Year of Fog (2007)
- No One You Know (2008)
- Golden State (2014)
- The Marriage Pact (2017)
Брачният пакт, изд.: ИК „Изток-Запад“, София (2018), прев. Елена Павлова

### Сборници
- The Girl in the Fall-away Dress (2001)
- Hum (2010)